# Finlands generobring af Det Karelske Næs
Finlands generobring af det Karelske Næs var en militær kampagne, som Finland gennemførte i 1941. Det var en del af Fortsættelseskrigen. Finske styrker erobrede det Karelske Næs, som var blevet afstået til Sovjetunionen efter Vinterkrigen. De finske styrker blev senere drevet tilbage i 1944 under Vyborg–Petrozavodsk-offensiven.

## Styrker ved kampagnens start
Mellem Karelen-hæren og Den Finske Bugt stod der tre finske arme korps: 2. korps, som bestod af 2., 15. og 18. division, stod nord for Vuoksi floden. 5. korps, som bestod af 10. division, og 4. korps, som omfattede 4., 8. og 12. division, forsvarede kystområdet.
På den sovjetiske side stod 19. riffelkorps, som bestod af 115. og 142. division, 50. korps, som bestod af 43. og 123. division, 10. motoriserede korps (21. og 24. pansrede division og 198. motoriserede division) i reserve samt 22. karelske fæstningsregion, som havde divisionsstyrke, ved kysten.
Det sovjetiske 10. motoriserede korps blev i slutningen af juni flyttet fra det Karelske Næs til området sydvest for Leningrad for at forsvare området mod de fremrykkende tyske tropper, men 198. division blev efterladt som den eneste reserve for de sovjetiske styrker. Det finske 5. korps blev opløst, og 10. division blev først knyttet til 4. korps (under kommando af generalløjtnant Karl Lennart Oesch) og i slutningen af juli til 2. korps (under generalmajor Taavetti Laatikainen) som reserve.
Begge sider indledtes konflikten i defensiven, og kun små enheder gennemførte forsøgsvise angreb for at forbedre deres stillinger. Tabet af reserverne tvang de sovjetiske styrker til at trække sig tilbage til linjer, som var lettere at forsvare på den nordligste del af fronten, og de fortsatte med at bygge forsvarslinjer i dybden med bunkers af beton og tømmer, skyttegrave og minefelter, selv om finnerne rykkede frem for at holde kontakt med fjenden. Den rolige periode varede indtil den 31. juli, hvor den finske offensiv blev indledt.

## Starten på den finske offensiv
De sovjetiske befæstninger var koncentreret nær Vuoksi floden og langs vejene, så finnerne koncentrerede deres styrker om smalle, dybe gennembrud over det vejløse terræn med støtte fra pionerenheder, som byggede midlertidige forsyningsveje gennem skove og sumpe.

### 18. division gennembryder grænsestillingerne
18. finske division angreb under oberst Pajari gennem skovene mod den nordligste del af den sovjetiske 115. division, og i stedet for at følge vejene sikrede de vejkrydsene og rykkede igen frem gennem skoven til den næste vej, hvor de gjorde det samme. Vejkrydsene blev besat af stærke enheder, som måtte forsvare sig mod adskillige sovjetiske modangreb, der var understøttet af kampvogne.
Under et af disse modangreb erobrede den menige Vilho Rättö en sovjetisk antitank-kanon, og ved at sigte gennem løbet lykkedes det ham at ødelægge fire fjendtlige kampvogne, hvilket gjorde ham fortjent til det første Mannerheim Kors, som blev tildelt en menig. Endelig den 4. august lykkedes det finnerne at omringe og erobre Ilmee vejkrydset og dermed tvinge de sovjetiske styrker til at opgive deres forberedte stillinger mellem Ilmee og grænsen.

### 15. division bryder igennem grænsestillingerne
15. division under oberst Hersalo gennemførte sit angreb mod det sovjetiske 588. infanteriregiment fra 142. division og koncentrerede angrebet om en kun 2 km bred sektion, hvor hovedparten af artilleriet var koncentreret. Efter at have gennembrudt stillingerne ved grænsen rykkede de 5 km frem gennem skovene, inden de nåede vejen og omgik dermed de sovjetiske forsvarsstillinger, som de omringede og erobrede én efter én med styrker, som fulgte efter de forreste enheder. Efter 6 dages fremrykning var 15. division kun 3 km fra jernbanen mellem Viipuri og Sortavala og 15 km fra det vestlige hjørne af Ladoga-søen, og den var tæt på at omringe de sovjetiske styrker på sin venstre side.

### 2. division når frem til Viipuri-Sortevala jernbanen
Den 2. division under oberst Blick besluttede at lade 7. infanteriregiment omringe to bataljoner af det sovjetiske 461. infanteriregiment, som forsvarede landsbyen Tyrjä ved at omringe landsbyen østfra og tvinge forsvarerne tilbage mod Tyrjänjärvi søen, mens 28. infanteriregiment passerede landsbyen og rykkede sydpå. Med støtte fra artilleri lykkedes det de sovjetiske tropper at holde ud i fire dage, inden omringningen var fuldendt. Nogle af tropperne undslap gennem skovene, men de fleste af dem og alt deres tunge udstyr blev fanget i landsbyen. Finnerne led også store tab i kampene, og det 7. infanteriregiment fik tilnavnet Tyrjän rykmentti (Tyrjä regimentet). Erobringen af Tyrjä åbnede vejen mod jernbaneknudepunktet ved Elisenvaara, og den 5. august nåede de første finske enheder Viipuri-Sortavala jernbanen.
Lederen af den sovjetiske 23. arme, generalløjtnant M. N. Gerasimov beordrede den 4. august 198. division til at indstille dens modangreb i nærheden af Sortavala og rykke sydpå for at angribe den fremrykkende 2. division sammen med 142. division. I mellemtiden skulle 43. og 115. division binde de finske reserver. Imidlertid var dette ikke tilstrækkeligt, og 115. division trak sig tilbage mod Helisevänjoki elven, hvor bakker og en flod havde skabt en god forsvarsstilling mod den angribende 18. division. Den 18. division rykkede frem til elven og nåede Viipuri-Sortavala jernbanen ved vejkrydset i Inkilä den 8. august.

### 10. division bryder igennem til Ladoga
Den 10. division under oberst Sihvo blev beordret til at rykke frem mellem 15. og 18. division, og den 6. august nåede den Viipuri-Sortavala jernbanen. 10. division fortsatte angrebet mod Käkisalmi-Hiitola jernbanen, men det lykkedes sovjetiske styrker at holde vej og jernbane åben indtil den 8. august, hvor 10. division erobrede landsbyen Hiitola. Da de forreste enheder fra 10. division nåede Ladoga-søen den næste dag, var den sidste landforbindelse til de sovjetiske styrker, som forsvarede den nordvestlige bred af søen, afbrudt. De sovjetiske styrker forsøgte at genåbne forbindelsen med kraftige modangreb den 10. og 11. august, men det lykkedes dem ikke.

### 2. division når Kilpolansaari
I mellemtiden havde 28. infanteriregiment fra 2. division erobret jernbaneknudepunktet Elisenvaara den 9. august og åbnede således en forsyningsrute med jernbanen fra Finland. Efter slaget ved Tyrjä fik 7. infanteriregiment to dages hvile som divisionsreserve, inden det fortsatte angrebet langs jernbanen mod byen Lahdenpohja, som det erobrede den 8. august og dermed delte de sovjetiske styrker i det opståede brohoved. Samme dag blev 2. division overført til det nye 1. korps med ordre til at rydde op i det nordlige sovjetiske brohoved. Det blev overladt til 10. og 15. division at rydde det sydlige sovjetiske brohoved, hvor 142. og 198. sovjetiske division blev beordret til at trække sig tilbage til Kilpolansaari-øen for at blive evakueret af flåden. Denne tilbagetrækning skete på en organiseret måde, og det lykkedes ikke finnerne at omringe større enheder.

### 15. division rydder op
Den 11. august erobrede 15. division jernbaneknudepunktet ved Hiitola, og den 13. august var alle sovjetiske tropper trukket tilbage til Huiskonniemi-halvøen og Kilpolansaari øen. Med absolut luftoverlegenhed lykkedes det sovjetstyrkerne at trække næsten alle tropper og materiel tilbage fra brohovedet, og den 23. august havde 15. division, som var blevet efterladt for at lægge pres på de sovjetiske tropper, ryddet alle modstandslommer på øen.

## Sovjetisk modoffensiv og finsk gennembrud til Vuoksi
Det var den Røde Hærs plan at indlede en stor modoffensiv den 10. august, og den 23. arme havde fået den 265. division som forstærkning til Räisälä området. Offensiven skulle rettes mod 10. og 18. division med det mål at åbne forbindelser til de omringede styrker på den nordvestlige bred af Ladoga-søen. Ved et tilfælde havde 18. division holdt hvil og havde fået ordre om at fortsætte fremrykningen samme dag, så da det sovjetiske angreb startede ved Inkilä, indledte finnerne deres eget kun 5 km længere mod vest. Mens det sovjetiske angreb ikke kom nogen vegne, lykkedes det for det finske angreb at afskære den Røde Hærs hovedforsyningslinje, og efterfølgende finske modangreb tvang de sovjetiske styrker til at rykke tilbage mod syd, mens de kæmpede en henholdende kamp, og de første finske tropper nåede frem til Vuoksi floden den 14. august ved Antrea (nu Kamennogorsk), hvor de fortsatte med at rydde flodens venstre bred. Den sovjetiske hær begyndte at flytte styrker fra den sydvestlige side af Viipuri for at forsvare Enso (nu Svetogorsk) og gennemføre et modangreb mod Antrea den 16. august, men da angrebet slog fejl, blev de sovjetiske styrker tvunget til at evakuere den nordlige bred den 21. august. På den østlige side rykkede finnerne sydpå og nåede Vuosalmi den 17. august og det nordlige udløb af Vuoksi den 18. august. De finske tropper krydsede straks Vuoksi floden uden at møde modstand nogle få kilometer vest for Vuosalmi den 17. august, og den 20. august havde de sikret brohovedet.

### 10. division når Taipaleenjoki
Det sovjetiske modangreb mod 10. division indledtes den 14. august, og det lykkedes at presse finnerne 2 km nordpå inden finske forstærkninger fik stoppet det. Den 10. division overlod bredden af Ladoga-søen til 36. infanteriregiment fra 15. division og koncentrerede alle sine styrker mod den 265. sovjetiske division ved Räisälä (nu Melnikovo). Den 15. august indledte den 10. division sit eget angreb, hvorved den omringede de sovjetiske forsvarere i Räisälä den 17. august og erobrede byen den følgende dag. Derfra fortsatte den med at rense den venstre bred af den nordlige arm af Vuoksi floden. Den 19. august fortsatte det 43. infanteriregiment fra 10. division angrebet sydpå og nåede Suvanto søen den 21. august. Derfra fortsatte det mod øst sammen med 1. infanteriregiment. Det truede alle sovjetiske styrker nord for Vuoksi med omringning, og de begyndte at trække sig tilbage fra Käkisalmi, som blev erobret den 21. august. Angrebet fortsatte sydpå, og da kun små grænseenheder kunne forsinke angriberne, blev floden Taipaleenjoki og bredden af Ladoga-søen nået den 23. august, men de finske tropper kunne dog ikke krydse floden i farten.

## Sovjetisk retræte til nye stillinger
Den sovjetiske overkommando Stavka erkendte situationens alvor og beordrede den 20. august retræte til den nye, uforberedte forsvarslinje, som løb fra den sydvestlige side af Viipuri nordpå til Vuoksi floden og langs den til Suvanto søen og gennem floden Taipaleenjoki til Ladoga-søen. Denne beslutning afkortede frontlinjen betydeligt, men det betød også, at man opgav de forsvarspositioner, man havde forberedt i de seneste måneder langs grænsen. Finnerne var ved at forberede deres eget angreb langs den sydligste del af grænsen, så da de bemærkede, at de sovjetiske styrker opgav deres stillinger den 21. august, blev de beordret til straks at optage forfølgelsen. Selvom den 43. sovjetiske division under generalmajor V. Kirpitsnikov fik bemandet nye stillinger nord og vest for Viipuri, kunne den ikke forhindre den 12. finske division under oberst Vihma i at rykke frem langs den højre bred af Vuoksi floden og få kontakt med 18. division, som udvidede sit brohoved ved Vuosalmi, og om aftenen den 22. august var hele den højre bred på finske hænder. Den sovjetiske 123. division under generalmajor F. Aljabusev forsvarede den sydvestlige side af Viipuri. En stor del af tropperne fra 123. division og fra 115. division under generalmajor Konjkov, som havde trukket sig tilbage fra øvre Vuoksi, var stadig uorganiserede på grund af det hastige tilbagetog fra deres stillinger. Den finske 4. division under oberst Viljanen rykkede frem langs Saimaa kanalen og lagde pres på den 43. sovjetiske division nordfra. Den 23. august havde den sydligste finske division, 8. division under oberst Winell, renset den vestlige side af Viipuri bugten op til floden Ykspäänjoki og var begyndt at forberede sig på at overskride bugten.

### Sovjetisk modangreb ved Viipuri
I løbet af den 23. august var finnerne rykket frem østfra til 8 km fra Viipuri, men om morgenen den 24. august indledte den 115. og den 123. sovjetiske division en modoffeniv mod de finske styrker øst for Viipuri, formentlig i et forsøg på at erobre initiativet og tvinge finnerne tilbage til den nordlige side af Vuoksi floden. Ved brug af tungt artilleri lykkedes det de sovjetiske styrker at presse finnerne over 5 km tilbage på visse steder, men det lykkedes dem ikke at skabe huller i fronten, og da 12. divisions reserve, det 26. infanteriregiment, ankom, blev de sovjetiske styrker presset tilbage til deres udgangspunkt i løbet af den næste dag. Det sovjetiske modangreb fik ingen virkning på det allerede beordrede angreb fra 12. division, som afskar den primære jernbaneforbindelse mellem Viipuri og Leningrad den 25. august.

## Viipuris fald
Om morgenen den 24. august indledte den finske 8. division overgangen af Viipuri bugten med styrker fra 45. infanteriregiment til Lihaniemi halvøen, som den sikrede sig samme dag. Den næste dag fortsatte de deres angreb, og det lykkedes at afskære den sidste jernbaneforbindelse fra Viipuri i løbet af eftermiddagen, samtidig med at brohovedet blev udvidet nogle få km i alle retninger i løbet af de næste to dage. Den 12. division havde fortsat sin offensiv mod sydvest og afskåret hovedvejen mellem Viipuri-Leningrad den 27. august. Den 28. august gav Stavka tilladelse til 23. arme til at trække sig tilbage fra Viipuri og skabe en ny forsvarslinje nogenlunde samme sted, som Mannerheim-linjen havde ligget. De sovjetiske styrker begyndte straks at trække sig tilbage og forsøgte ihærdigt at åbne vejene. Ved Ylä-Somme lykkedes det dem at åbne en vej om aftenen den 28. august, og i løbet af natten lykkedes det dem at bringe flere lastbilkonvojer igennem, omend under finsk beskydning. Artilleribeskydningen forårsagede adskillige tab, og lidt efter lidt blev vejen mere og mere blokeret, indtil det kun var mænd til fods, som kunne passere. I løbet af de næste to dage forsøgte de sovjetiske styrker gentagne gange at åbne jernbaneforbindelsen langs Viipuri bugten, men sent om aftenen den 30. august nåede 3. infanteriregiment fra 12. division stillingerne for 8. division. Lommen ved Porlampi var lukket.
Mens de sovjetiske forsøg på at bryde omringningen i løbet af den følgende dag mislykkedes, og den finske omringning blev strammere, forsøgte de sovjetiske styrker at redde deres mænd ved at opgive alle køretøjer og forsøge at undslippe til fods gennem skovene. Omringningen var allerede for snæver, og kun små grupper havde held til at undslippe i løbet af denne sidste nat. Om morgenen begyndte demoraliserede tropper at overgive sig. 9.000 mand overgav sig, og 7.000 blev begravet der. Næsten 12.000 var undsluppet, inden ringen sluttedes. Der erobredes store mængder materiel: 306 kanoner, 55 kampvogne, 673 lastbiler, næsten 300 traktorer og omkring 4.500 heste.

## Frem til den gamle grænse
Langs hovedvejen og jernbanen mellem Viipuri og Leningrad kom den sovjetiske ordre om tilbagetrækning og opbygning af en ny forsvarslinje ved den gamle Mannerheimlinje for sent, da den 12. division samme dag erobrede Leipäsuo og fortsatte fremrykningen mod sydvest mod Kuolemanjärvi søen og sydøst langs jernbanen. De sovjetiske stillinger på hovedvejen ved Summa holdt stand, men finnerne omringede disse stillinger ved at gennembryde stillingerne ved Munasuo. De forsvarende rester af den 123. sovjetiske division kunne kun få steder modstå den finske fremrykning og fortsatte med at trække sig tilbage mod Leningrad. Om morgenen den 30. august afskar den 12. division jernbanen Primosk-Koivisto-Leningrad ved Kuolemanjärvi og nåede frem til Den Finske Bugt samme dag. Ligeledes ved Vammelsuu, afskar 12. division jernbanen samme aften, men kunne ikke overskære hovedvejen. Her blev Den Finske Bugt også nået næste morgen, og angrebet fortsatte øst på til Terijoki, som blev erobret den 31. august og nåede den gamle grænse ved Rajajoki floden næste dag. De omringede sovjetiske styrker ved Koivisto trak sig tilbage til øerne, og den sovjetiske flåde overførte dem til Leningrad. De sidste af Koivistos forsvarere blev evakueret den 1. november.
På venstre side af 12, division fra den 23. august indledte 18. division et angreb mod sydøst mellem Muolaanjärvi søen og Vuoksi. Den 26. august var de første halvøer ved søen blevet nået. I mellemtiden afløste de første enheder fra 2. division den 18. division fra halvøen mellem Kirkkojärvi søen og Punnusjärvi søen, og 10. division de fra Punnusjärvi søen til Vuoksi floden. Efter at modstandslommerne på de nordvestlige bredder af Ladoga søen var blevet ryddet, rykkede 1. korps til Vuoksi, hvor den fik overdraget 10. og 15. division.
18. division nåede halvøerne på den anden sø den 27. august og hvilede en dag, inden den fortsatte angrebet mod Kivennapa (nu Pervomaiskoye) vejkrydset, som den erobrede den 29. august. Angrebet fortsatte mod den gamle grænse, som blev nået den 31. august. Den 10. division havde flere problemer, da den 198. sovjetiske division havde igangsat sit modangreb den 29. august. Det finske angreb begyndte at tage fart i løbet af den 30. august og 15. division gik med i angrebet fra den anden side af Vuoksi floden. Endestationen for Valkjärvi jernbanen blev erobret den 31. august, og på grund af faren for omringning blev de sovjetiske tropper beordret til at trække sig tilbage fra Vuoksi flodens sydlige bred til bag den gamle grænse. 15. division fulgte tæt efter de retirerende sovjetiske styrker, og den 2. september var den gamle grænse blevet nået over hele linjen.

## Offensivens afslutning
Den 20. august meddelte general Waldemar Erfurth Mannerheim, at feltmarskal Wilhelm Keitel vile sende et brev, hvor han beskrev, hvorledes finnerne blev bedt om at angribe Leningrad. Mannerheim forklarede, at der var praktiske vanskeligheder ved forslaget og redegjorde for modstanden fra såvel den politiske som den militære ledelse mod dette angreb. Regeringen havde på forhånd besluttet, at Finland ikke ville angribe Leningrad, og kun efter pres fra den militære ledelse accepterede de en mindre fremrykning fra den gamle grænse for at sikre sig bedre forsvarspositioner. Især socialdemokraterne var modstandere af at overskride grænsen. Da Keitels brev ankom, forberedte Ryti og Mannerheim i fællesskab en afvisning. Den 31. august kontaktede Erfurth igen Mannerheim og foreslog, at finnerne skulle aflyse angrebet på Østkarelen og i stedet angribe Leningrad. Ryti og Mannerheim afslog igen. Den 31. august gav Mannerheim ordre til, at angrebet skulle stoppe ved en linje fra udmundingen af Rajajoki floden i Ohta. Den præcise linje mellem Ohta og Ladoga søen ville blive fastlagt, når finnerne havde nået den gamle grænse der. Dette ville afkorte fronten uden at skabe behov for at angribe sovjetiske befælstninger nord for Leningrad. I denne sidste fase havde den Røde Hær seks infanteridivisioner og en række uafhængige enheder, som forsvarede Leningrad fra nord, men de var alle på halv styrke på grund af de hårde kampe med finnerne.
12. division havde nået målet allerede den 1. september, men ellers startede angrebet den 2. september. 18. division erobrede Mainila samme dag og Valkeasaari (nu Beloostrov) den næste. Den 7. september havde både 2. og 18. division nået deres mål mellem Rajajoki floden og Ohta. Kommandøren for 1. korps, oberst Mäkinen, beordrede sine tropper til at rykke frem til linjen Ohta-Lempaalanjärvi søen-gamle grænse ved Ladoga-søen med den tilføjelse, at hvis de mødte kraftig modstand, skulle offensiven stoppes der. Den 4. september begyndte angrebet, og den 6. september lykkedes det 10. division at omringe og nedkæmpe det 941. sovjetiske infanteriregiment ved Kirjasalo. Endelig den 9. september var den fastsatte linje nået over det hele, og de finske styrker gik i defensiven.

## Efter slaget
Det sovjetiske militære lederskab blev hurtigt klar over det formindskede finske pres, og allerede den 5. september blev to divisioner overført fra det Karelske Næs til syd for Leningrad med front mod tyskerne. Selv om de finske tropper på det Karelske Næs ikke aktivt tog del i Belejringen af Leningrad, var deres blotte tilstedeværelse et bidrag til belejringen ved at forhindre forsyning af søen rundt om og over Ladoga-søen.
Det Karelske næs blev generobret af Sovjetunionen i Vyborg–Petrozavodsk Offensiven i 1944.

60°30′N 29°54′Ø / 60.5°N 29.9°Ø